# 塩昆布
塩昆布（しおこんぶ）は、角切りまたは千切りにした昆布を塩や醤油で煮たもの。またはそれを煮詰めて塩を吹かせたもの。あるいは昆布を煮たものに塩をまぶした食品。風味づけのために、砂糖、みりんなども使われることがある。

## 概要
昆布は日本料理の出汁素材の一つである。出汁素材であると同時に海藻でもあるため、出汁を取った「出汁がら」は、つくだ煮、料理の素材、昆布飴など、さまざまな形で利用されてきた。塩昆布もその一つである。
地域や家庭によって形や使われる調味料などはさまざまで、形は角切りにしたもの、千切りにしたものの2つに大別される。初めから千切りにして作ると昆布に”よれ”や”ねじれ”が生じるため、角切りの塩昆布を作った後にそれを千切りにしたものもある。塩のみ、醤油、砂糖醤油を使うなど、味付けもさまざまである。
明治時代に大阪で昆布を扱っていた神宗が塩昆布を売り出したが、元は自家用に製造していたものを店先で売るようになったのが起源になっている。
塩昆布には、そのまま食べられるソフトタイプ、お茶漬けや煮物などお湯で戻して食べるためのハードタイプの2種類がある。
酢を入れると浸透圧とセルロースとアルギン酸カルシウムの性質が変わって昆布が柔らかくなるので、初めに酢を加えてから煮ることもある。また、塩分が加わることによって日持ちもよくなる。

## 歴史
平安時代には、すでに昆布を醤（ひしお）で煮込んだ料理が作られていた。鎌倉時代になると蝦夷地(北海道)に和人が進出し、蝦夷地から日本海側を回る航路が開発され、日本海側、大坂(下関より瀬戸内海を経由して昆布がもたらされた)を中心に昆布が庶民の口に入るようになってきた。
明治時代になり大阪で昆布を扱っていた神宗が自家用に製造していた塩昆布を店先で売り始め、上野や大阪天王寺で開かれた内国勧業博覧会に出品して受賞し、塩昆布の名は日本全国に知られるようになった。この塩昆布は表面が濡れたタイプの昆布の佃煮であった。1949年、山本利助が昆布を煮詰めて、塩やグルタミン酸を浮き出させる塩吹きタイプの塩昆布を発明した。1966年にはフジッコが工場で大量生産された昆布を発売した。

## 栄養
塩昆布には様々な栄養が含まれている。

### 食物繊維
食物繊維とは食物成分の中で、ヒトの消化酵素では消化できないものの総称。整腸作用などがある。

### ヨード
ヨードはミネラルの一つ。甲状腺ホルモン成長ホルモンに関与する。

### ナトリウム(塩分)
ナトリウムは食塩の形で摂取されることが多く、体内の水分バランスをとるのに役立つが、不足も過剰摂取も健康被害をもたらす。1日の摂取基準は18歳以上女性では1日7.0g未満、男性では8.0g未満。

### フコイダン
フコイダンは疫力や肝機能の向上、血栓や高血糖の予防などに効果がある。

### アルギン酸
アルギン酸は食物繊維の一つ。整腸作用がある

### 鉄分
鉄分は赤血球中のヘモグロビンの構成成分になる。なお、ヘモグロビンが不足すると貧血になる。

## うまみ
昆布にはグルタミン酸が含まれているため、うまみを感じる。また、このグルタミン酸に加えて塩を入れることによって 味の相互作用 の対比効果により、グルタミン酸のうまみがより一層際立って感じられる。砂糖などを加える場合、更なる味の相互作用が生まれる。醤油を加えて作る場合、醤油のグルタミン酸やアスパラギン酸、糖分や酸味、苦味なども加わりうまみが一層引き立つ。イノシン酸含む肉類やかつお、グアニル酸を含む干しシイタケなどほかのうまみ成分を持つものと組み合わせて食べることで相互作用の相乗効果でよりいっそううまみを感じることができる。

## 利用法
お茶請けやご飯のおかず、甘味処でのあんみつやお汁粉などの箸休めとしてそのまま食べる他、お茶漬けやおにぎり、炊き込みご飯の具、あえ物、炒め物、煮物の具材として幅広く活用される。甘味の箸休めとして利用する場合、塩昆布の塩辛さは甘味の甘さを引き立てる効果がある。色の黒さを利用して、キャラ弁で「目」などのパーツに使われることもある。